# Videoclip
Een videoclip of kortweg clip is een korte film op muziek om een muzikant en zijn werk te promoten. Hoewel het woord videoclip uit het Engels afkomstig is, gebruiken Engelstaligen het woord video of music video om videoclips aan te duiden. Vroeger werd een videoclip ook wel promo(clip) of promovideo genoemd. 
De opkomst van televisiestations − met MTV als eerste in de VS en Music Box in Europa − gespecialiseerd in het vertonen van videoclips, heeft ertoe geleid dat haast geen enkele zichzelf respecterende artiest nog een cd of single uitbrengt zonder bijbehorende videoclip. De videoclip is mede ontstaan als vervanging voor een situatie wanneer een artiest niet live voor de televisie kon verschijnen.

## Ontwikkeling
Als eerste videoclip wordt vaak Bohemian Rhapsody van Queen genoemd. Dit is niet correct; de clip is wel een van de eerste die werd opgenomen met een videocamera. Deze clip veroorzaakte zonder meer een kentering in de popmuziek en wordt daarom vaak opgevoerd als eerste videoclip.
Filmpjes waarin muziek de belangrijkste rol speelt, zijn echter al zo oud als het medium film. In de jaren 20 maakte Oskar Fischinger animatiefilms speciaal voor muziek ("visual music"). Cab Calloways Minnie the Moocher uit 1930 werd door de Fleischer Studios bewerkt tot Betty Boop-cartoon. In de jaren 40 ontstond het verschijnsel van de Soundies, korte filmpjes die speciaal voor de Panoram-jukebox werden gemaakt.
Een van de eerste muziekvideo's die speciaal voor televisie was gemaakt, was het nummer Stranger in Paradise van Tony Bennett. In dit nummer werd Bennett op cinematografische manier gevolgd op straat. In 1961 kwam het nummer Travelin' Man van Ricky Nelson uit. De promoclip bestaat uit de beelden van plaatsen en gebieden waarover in het nummer wordt gezongen.
Daarna ziet men bij groepen als The Beatles en Golden Earring de eerste bewegingen van echte eigen verhalen in de clips. De Beatles-film uit 1964 A Hard Day's Night wordt gezien als de basis van de echte cinematografische ontwikkeling van clips. De videoclip avant la lettre van het Beatles-lied Strawberry Fields Forever geldt als eerste resultaat daarvan en als een belangrijke stap in de richting van de huidige clips. Ook de clips van tekenfilms uit 1970 waren van grote invloed.
De Amerikaanse popzanger Michael Jackson heeft een pioniersrol gespeeld op het gebied van de videoclip. In 1983 legde Jackson met de videoclip van het nummer Thriller de lat enorm hoog. In de clip, die veertien minuten duurt, wordt een compleet verhaal uit de doeken gedaan. Tevens wordt door Jackson veel gedanst en gebruikgemaakt van veel maskers en make-up; een soort speciale effecten. Samen met zijn zus Janet heeft hij ook de duurste videoclip ooit gemaakt: de clip van het nummer Scream/Childhood kostte 7 miljoen dollar in 1995.
De mogelijk eerste videoclip van Suriname wordt toegeschreven aan de zangeres Thelma Ment, artiestennaam Thelasinga.

## Verdere geschiedenis van de videoclip
Een primitieve vorm van wat we vandaag de dag kennen als videoclip werd ontwikkeld in het begin van de jaren zeventig. Vanaf dat ogenblik werden korte filmpjes gemaakt van artiesten die enkele nummers van hun meest recente langspeelplaat vertolkten. De platenmaatschappijen verwachtten op die manier extra reclame te kunnen maken voor hun artiesten, en bovendien was het een goedkopere vorm van reclame dan de dure tournees. Een secundaire bedoeling was kunstentertainment en recreatie te bieden aan een breder publiek. De aanzet tot het creëren van de videoclip vond plaats in de jaren 60 en het begin van de jaren 70. De tweede helft van de jaren 60 was de tijd waarin de eerste zuivere popprogramma’s als Top of the Pops in Groot-Brittannië en Toppop in Nederland op het scherm verschenen. Popartiesten probeerden een optreden in zo’n programma te versieren om een pas uitgebrachte plaat bekendheid en stuwkracht te geven. Maar aangezien zelfs een popster niet overal tegelijk aanwezig kan zijn en televisieoptredens over het algemeen toch niet de sfeer van concerten kunnen overbrengen, kwam men al snel op het idee de eigen mogelijkheden van het medium beter te benutten. Men ontdekte de mogelijkheden van montage, verschillende decors binnen één optreden, optische effecten enz. Oorspronkelijk gebeurde dat nog in de tv-studio’s maar al snel gingen popsterren zelf hun clips opnemen en zouden een kopie daarvan aan de omroepen bezorgen.
De filmpjes werden op uiteenlopende plaatsen getoond: in platenwinkels, nachtclubs, of op televisie als onderdeel van een reclamespot. Vandaar ook dat er in Europa een grotere stimulans was voor artiesten om die zogeheten clips te maken. Wanneer de distributie van de videoclips, zoals we ze vandaag kennen, dan stilaan op gang komt, zijn niet alle reacties op deze innovatie eenzijdig positief. Een eerste argument luidt dat muziekvideo's het beeld belangrijker maken dan de ervaring van de muziek zelf. Een tweede argument sluit daarbij aan en spreekt de vrees uit dat door de clip de interpretatieve vrijheid van de luisteraar beperkt wordt, omdat hij beelden aangereikt krijgt die zijn interpretatie kunnen beïnvloeden.
De grootste doorbraak kende de videoclip met de komst van MTV en ook Music Box. Deze muziektelevisie stimuleert de productie van videoclips, die soms van middel voor muziekpromotie verworden tot een zelfstandig, esthetisch medium. De videoclip kan worden beschouwd als een poging van de muziekindustrie om een efficiëntere internationale promotie op te zetten. Een strategie die ook verbonden kan worden aan nieuwe strategieën zoals de sponsoring van popconcerten door bedrijven.
De MTV Video Music Award is een prijs voor videoclips.